# Anabarhynchus calceatus
Anabarhynchus calceatus är en tvåvingeart som beskrevs av Ignaz Rudolph Schiner 1868. Anabarhynchus calceatus ingår i släktet Anabarhynchus och familjen stilettflugor. Inga underarter finns listade i Catalogue of Life.